# A Vindication of the Rights of Woman

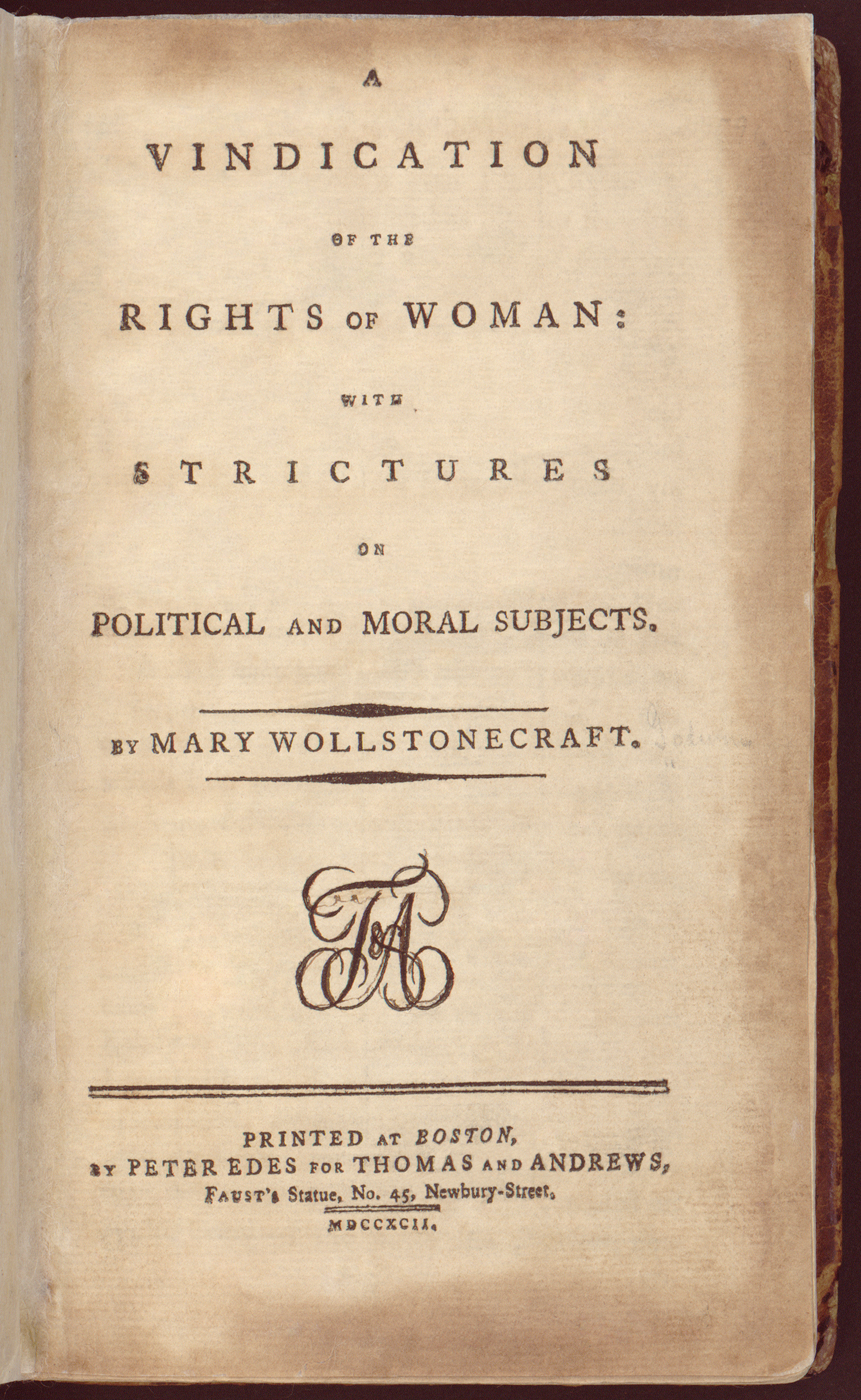
Página inicial da primeira edição estadunidense da obra

A Vindication of the Rights of Woman: with Strictures on Political and Moral Subjects (Brasil: Reivindicação dos Direitos da Mulher / Portugal: Uma Vindicação dos Direitos da Mulher) é um livro publicado em 1792 da autoria de Mary Wollstonecraft, uma proto-feminista britânica do século XVIII, e uma das primeiras obras de filosofia feminista. Nele, Wollstonecraft responde aos teóricos da educação e política do século XVIII que não acreditam que as mulheres devem ter acesso ao sistema educacional, argumentando que as mulheres devem ter uma educação compatível com a sua posição na sociedade, que as mulheres são essenciais para a nação, porque educam seus filhos e poderiam ser "companheiras racionais" para seus maridos, ao invés de meras esposas. Em lugar de ver as mulheres como enfeites para a sociedade, ou uma propriedade a ser negociada no casamento, Wollstonecraft afirma que elas são seres humanos merecedores dos mesmos direitos fundamentais fornecidos aos homens.
Wollstonecraft foi impelida a escrever os Direitos da Mulher depois de ler o relatório de 1791 feito por Charles-Maurice de Talleyrand-Périgord para a Assembleia Nacional Francesa, o qual afirmava que as mulheres só deveriam receber uma educação doméstica; ela usou seu comentário sobre este evento específico para lançar um amplo ataque contra as desigualdades de gênero e contra os homens por encorajarem as mulheres a se entregarem aos excessos emocionais. Wollstonecraft escreveu a obra às pressas para responder diretamente aos eventos em curso; tinha a intenção de escrever um segundo volume mais profundo, mas morreu antes de concluí-lo.
Enquanto Wollstonecraft põe a igualdade entre os sexos em determinadas áreas da vida, como a moralidade, ela não afirma explicitamente que homens e mulheres são iguais. Suas declarações ambíguas a respeito da igualdade entre os sexos, desde então, tornaram difícil classificar Wollstonecraft como uma feminista no sentido moderno, particularmente porque a palavra e o conceito ainda não existiam na época. Embora seja comumente assumido que os Direitos da Mulher foi recebido de forma desfavorável, isto é um equívoco moderno baseado na crença de que Wollstonecraft foi tão criticada durante sua vida como ela foi depois da publicação de Memoirs of the Author of A Vindication of the Rights of Woman (1798), do seu marido William Godwin. A obra de Wollstonecraft foi realmente bem recebida quando foi publicada pela primeira vez em 1792. Um contemporâneo chamou-o de "talvez o livro mais original do século".

## Contexto histórico

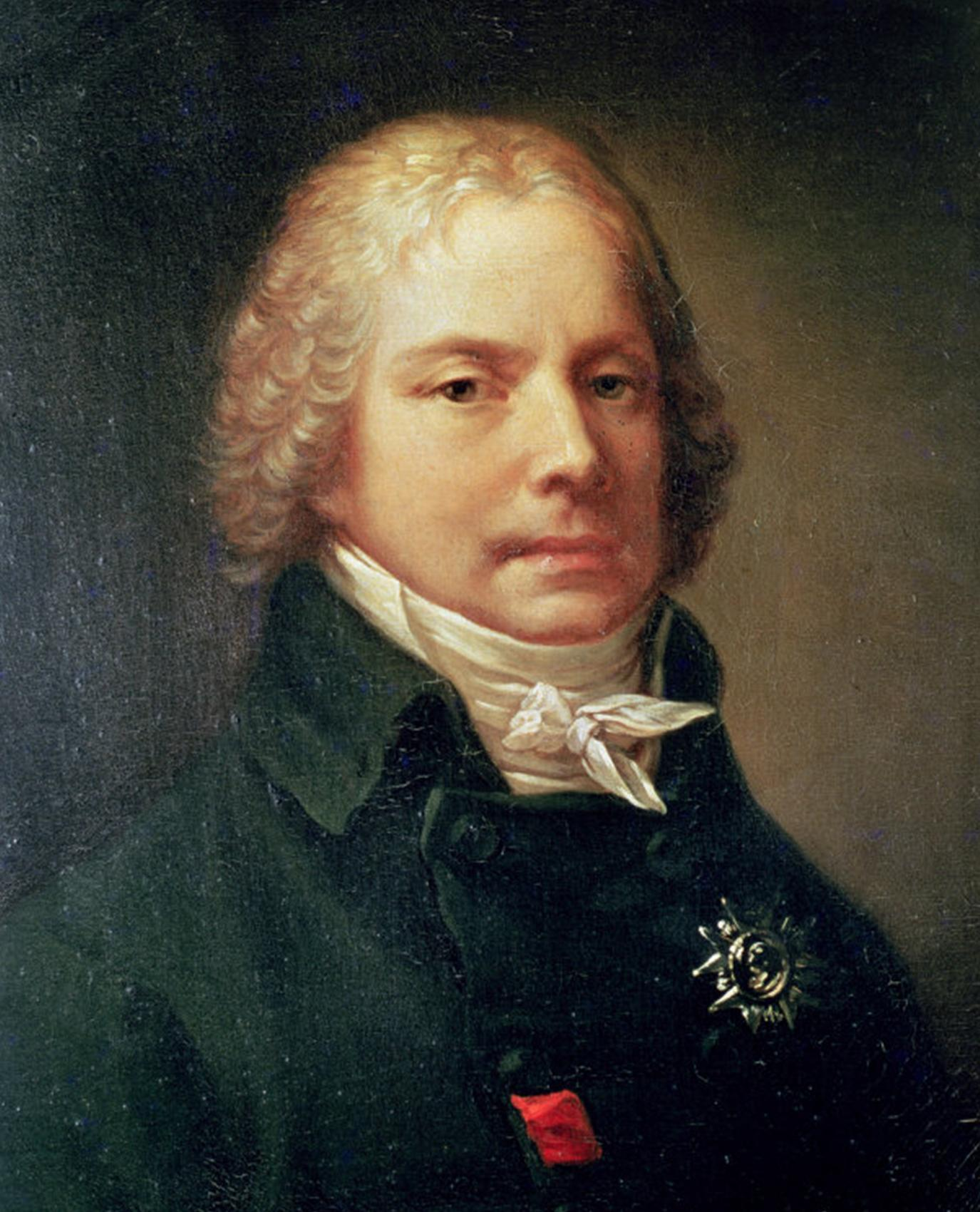
Charles-Maurice de Talleyrand por Pierre-Paul Prud'hon

Reivindicação dos Direitos da Mulher foi escrito no pano de fundo da tumultuada Revolução Francesa e os debates que ela gerou na Grã-Bretanha. Em uma animada e às vezes cruel guerra de panfletos, agora conhecido como a Controvérsia da Revolução, comentaristas políticos britânicos abordaram temas que vão desde o governo representativo e os direitos humanos até a separação entre a igreja e o estado; muitas destas questões foram levantadas inicialmente na França. Mary Wollstonecraft entrou pela primeira vez nesta briga em 1790, com Uma Reivindicação dos Direitos dos Homens, uma resposta às Reflexões de Edmund Burke sobre a Revolução na França (1790). Em suas reflexões, Burke criticou a visão de muitos pensadores e escritores britânicos que receberam favoravelmente os primeiros estágios da Revolução Francesa. Enquanto eles viram a revolução como análoga à própria Revolução Gloriosa da Grã-Bretanha em 1688, que havia restringido os poderes da monarquia, Burke argumentou que a analogia histórica adequada era a Guerra Civil Inglesa (1642-1651), na qual Charles I foi executado em 1649. Ele via a Revolução Francesa como a derrubada violenta de um governo legítimo. Em Reflexões, ele argumenta que os cidadãos não têm o direito de se revoltar contra seu governo porque a civilização é o resultado do consenso social e político; suas tradições não podem ser continuamente desafiadas porque o resultado seria a anarquia. Um dos principais argumentos do Direitos dos Homens de Wollstonecraft, publicado seis semanas após Reflexões de Burke, é que os direitos não podem ser baseados na tradição; direitos, ela argumenta, devem ser conferidos porque são razoáveis e justos, independentemente da sua base na tradição.
Quando Charles-Maurice de Talleyrand-Périgord apresentou seu Rapport sur l'instruction publique (Relatório sobre a instrução pública, 1791) à Assembléia Nacional na França, Wollstonecraft foi estimulada para responder. Em suas recomendações para um sistema nacional de educação, Talleyrand havia escrito:
Vamos trazer as mulheres, não para aspirar às vantagens que a Constituição lhes nega, mas para conhecer e apreciar as que lhes garante. . . Os homens estão destinados a viver no palco do mundo. A educação pública lhes convêm: ela lhes coloca diante dos olhos desde cedo todas as cenas da vida: apenas as proporções são diferentes. A casa paterna é melhor para a educação das mulheres; elas têm menos necessidade de aprender a lidar com os interesses dos outros, do que se habituar a uma vida calma e isolada.

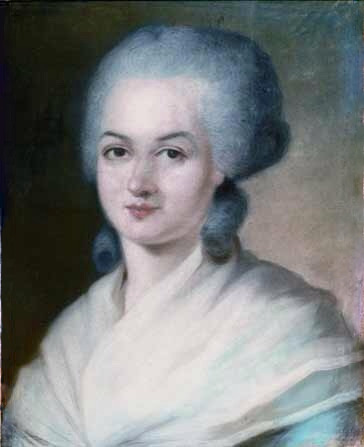
Olympe de Gouges

Wollstonecraft dedicou os Direitos da Mulher a Talleyrand: "Depois de ler com grande prazer um panfleto que você recentemente publicou, dedico este volume para você; para induzi-lo a reconsiderar o assunto, e maduramente pesar o que eu trago sobre os direitos da mulher e a educação nacional". No final de 1791, a feminista francesa, Olympe de Gouges, tinha publicado sua Declaração dos Direitos da Mulher e da Cidadã, e a questão dos direitos das mulheres tornou-se central para os debates políticos na França e na Grã-Bretanha.
Os Direitos da Mulher é uma extensão dos argumentos de Wollstonecraft nos Direitos dos Homens. Neste, como o título sugere, ela está preocupada particularmente com os direitos dos homens (britânicos do século XVIII), enquanto em Direitos da Mulher ela está preocupada com os direitos concedidos à "mulher" como uma categoria abstrata. Wollstonecraft não confina seus argumentos às mulheres do século XVIII ou às mulheres britânicas. O primeiro capítulo dos Direitos da Mulher aborda a questão dos direitos naturais e questiona quem têm estes direitos inalienáveis e quais as razões. Ela responde que se os direitos naturais são dados por Deus, é um pecado um segmento da sociedade negá-los a outro segmento. Direitos da Mulher envolve, portanto, não apenas eventos específicos na França e Grã-Bretanha, mas também questões maiores levantadas por filósofos políticos como John Locke e Jean-Jacques Rousseau.

## Temas da obra
Ao compor suas obras Wollstonecraft não empregou a argumentação formal ou estilo de prosa lógica que era comum aos escritos filosóficos do século XVIII. Os Direitos da Mulher é um longo ensaio que introduz os seus principais temas nos capítulos de abertura e depois retorna a eles, cada vez a partir de um ponto de vista diferente. Ela também adota um tom híbrido que combina o argumento racional com a retórica fervorosa da sensibilidade.
No século XVIII, a sensibilidade era considerada um fenômeno físico, que veio a ser ligado a um conjunto específico de crenças morais. Médicos e anatomistas acreditavam que se as pessoas têm nervos mais sensíveis, mais emocionalmente elas são afetadas por fatores externos. Desde que as mulheres eram vistas como tendo nervos mais aguçados do que os homens, também acreditava-se que as mulheres eram mais emocionais do que os homens. O excesso emocional associado com a sensibilidade também produziu teoricamente uma ética da compaixão: aqueles com sensibilidade poderiam facilmente simpatizar com pessoas em sofrimento. Assim, os historiadores têm creditado o discurso da sensibilidade e aqueles que a promoveram, com o aumento dos esforços humanitários, tais como o movimento para abolir o tráfico de escravos. Mas a sensibilidade também paralisava aqueles que tinham muito dela; o estudioso G. J. Barker-Benfield explica que, "um refinamento inato dos nervos também foi identificável com maior sofrimento, fraqueza, e uma susceptibilidade à desordem".
Durante o período em que Wollstonecraft estava escrevendo os Direitos da Mulher, a sensibilidade já estava recebendo ataques há vários anos. A sensibilidade, que tinha inicialmente prometido levar os indivíduos à união através da simpatia, passou a ser vista como "profundamente separatista"; os romances, peças de teatro e poemas empregavam a linguagem da sensibilidade para afirmar direitos individuais, liberdade sexual e relações familiares não convencionais sustentados apenas em cima do sentimento. Além disso, como argumenta Janet Todd, uma estudiosa da sensibilidade, "para muitos na Grã-Bretanha, o culto à sensibilidade parecia ter afeminado a nação, dando às mulheres proeminência indevida e emasculando os homens".

### Educação racional

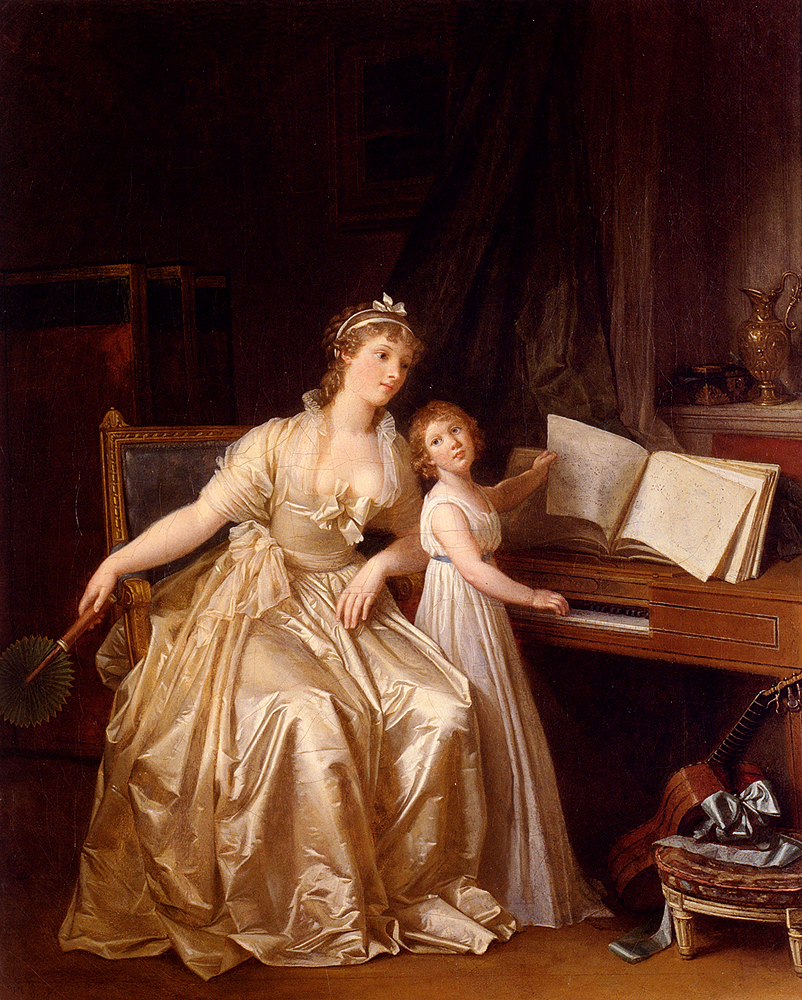
O principal tema da obra de Wollstonecraft é a educação feminina, ela defende que as mulheres sejam letradas, cultas e racionais. Pintura: La Lecon De Piano de Marguerite Gérard.

Um dos argumentos centrais de Wollstonecraft em Direitos da Mulher é que as mulheres devem ser educadas de forma racional para dar-lhes a oportunidade de contribuir para a sociedade. No século XVIII, foi frequentemente assumido por filósofos educacionais e por autores que escreviam o que poderia ser o precursores dos livros de auto-ajuda, que as mulheres eram incapazes de pensamento racional ou abstrato. Mulheres, acreditava-se, eram muito suscetíveis à sensibilidade e frágeis demais para serem capazes de pensar com clareza. Wollstonecraft, juntamente com outras reformadoras, como Catharine Macaulay e Hester Chapone, sustentaram que as mulheres eram capazes de pensamento racional e mereciam ser educadas. Ela argumentou este ponto em seu próprio livro de conduta, Thoughts on the Education of Daughters (1787), em seu livro infantil, Original Stories from Real Life (1788), bem como nos Direitos da Mulher.
Wollstonecraft afirmou em seu prefácio que "o meu principal argumento é construído sobre este princípio simples, que, se [a mulher] não for preparada pela educação para se tornar uma companheira do homem, ela vai interromper o progresso do conhecimento e da virtude, pois a verdade deve ser acessível a todos". Ela alega que a sociedade degenerará sem mulheres instruídas, especialmente porque as mães são as primeiras educadoras dos filhos. Ela atribui o problema das mulheres sem instrução aos homens e denuncia "um falso sistema de educação, recolhido a partir dos livros escritos sobre este assunto por homens que [as consideram] fêmeas, em vez de mulheres que são criaturas humanas". As mulheres são capazes de racionalidade; apenas parece que não são porque os homens recusam-se a educá-las e as encorajam a ser frívolas (Wollstonecraft descreve as mulheres tolas como "servis" e "brinquedos").  Embora sublinhando que é a mesma razão, ela deixa implícito a noção de que as mulheres podem não ser capazes de atingir o mesmo grau de conhecimento que os homens.
Os ataques de Wollstonecraft são destinados a autores como James Fordyce e John Gregory, bem como filósofos educacionais, como Jean-Jacques Rousseau, que argumentaram que uma mulher não precisa de uma educação racional. (Rousseau afirma no seu famoso Emílio (1762), que as mulheres devem ser educadas para os prazeres dos homens; Wollstonecraft, enfurecida por este argumento, ataca não apenas isto mas o próprio Rousseau.) Com a intenção de ilustrar as limitações que a teoria educacional da época colocava sobre as mulheres, Wollstonecraft escreve: "ensinando desde a infância que a beleza é o cetro da mulher, a mente molda-se ao corpo, e vagando em volta da sua gaiola dourada só procura adornar sua prisão", implicando que, sem esta ideologia prejudicial, que incentiva as jovens mulheres a centrarem sua atenção na beleza e realizações exteriores, elas poderiam conseguir muito mais. Esposas poderiam ser "companheiras" racionais de seus maridos e até mesmo seguir carreiras, se assim desejassem: "as mulheres podem, certamente, estudar a arte da cura e ser médicas, bem como enfermeiras. E parece que a decência lhes favorece também com a obstetrícia... podem, também, estudar política... Poderiam da mesma forma conduzir negócios de vários tipos."
Para Wollstonecraft, "a educação mais perfeita" é "um exercício do entendimento como é melhor calculado para fortalecer o corpo e formar o coração. Ou, por outras palavras, para permitir que o indivíduo desenvolva hábitos de virtude que o tornem independente". Além de seus grandes argumentos filosóficos, Wollstonecraft estabelece um plano específico para a educação nacional para combater o de Talleyrand. No capítulo 12, "A Educação Nacional", ela propõe que as crianças sejam enviadas para escolas ao longo do dia, bem como seja dada alguma educação em casa "para inspirar um amor ao lar e prazeres domésticos", e que tais escolas sejam gratuitas para as crianças de "cinco a nove anos de idade." Ela também afirma que a escolaridade deve ser co-educacional, alegando que homens e mulheres, cujos casamentos são "o cimento da sociedade," devem ser "educados sob o mesmo modelo".

### Temas feministas

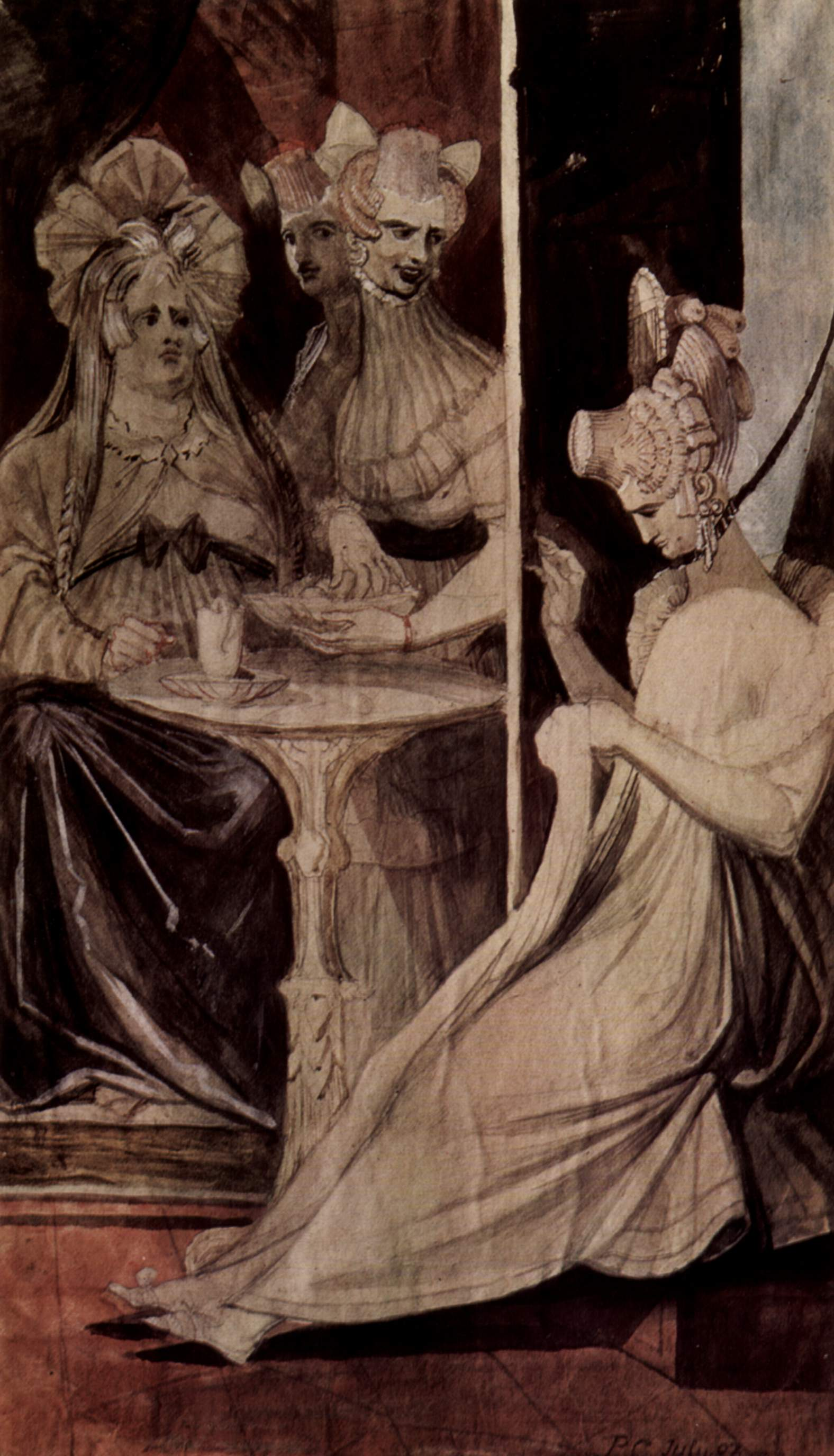
The Debutante (1807) por Henry Fuseli; "Mulher, vítima das convenções sociais do sexo masculino, está ligada à parede, feita para a costura e guardada por governantas". A imagem reflete as visões de Mary Wollstonecraft em Direito da Mulher.

É discutível até que ponto os Direitos da Mulher é um texto feminista, porque as definições do que é feminismo variam e diferentes estudiosos chegam a conclusões diferentes. Wollstonecraft nunca referiu este texto como feminista porque as palavras feminista e feminismo foram inventadas apenas na década de 1890. Além disso, não havia nenhum movimento feminista durante a vida de Wollstonecraft. Na introdução ao seu trabalho seminal sobre o pensamento de Wollstonecraft, Barbara Taylor escreve:

Descrever [a filosofia de Wollstonecraft] como feminista é problemático, e eu o faço apenas depois de muita consideração. O rótulo é, naturalmente, anacrônico. . . Tratar o pensamento de Wollstonecraft como uma antecipação dos argumentos feministas do século XIX e XX significa sacrificar ou distorcer alguns dos seus elementos-chave. Entre os principais exemplos disto. . . estão a negligência generalizada sobre suas crenças religiosas e a má interpretação da autora como uma burguesa liberal, que juntos resultaram no deslocamento do seu radicalismo utópico inspirado pela religião para um reformismo secular, partidário de classe, tão estranho para o projeto político de Wollstonecraft como seu sonho de uma época de felicidade universal prometida divinamente é para nós. Ainda mais importante, porém, tem sido a imposição a Wollstonecraft do rótulo de 'heroína individualista da política', totalmente em desacordo com a sua orientação ética para a emancipação das mulheres. A principal ambição de Wollstonecraft para as mulheres era que elas devem atingir a virtude, e foi para este fim que ela procurou sua libertação.
Nos Direitos da Mulher, Wollstonecraft não clama pela igualdade de gênero usando os mesmos argumentos ou a mesma linguagem que as feministas no final do século XIX e XX usariam. Por exemplo, em vez de afirmar inequivocamente que homens e mulheres são iguais, Wollstonecraft afirma que homens e mulheres são iguais aos olhos de Deus, o que significa que ambos estão sujeitos à mesma lei moral. Para Wollstonecraft, homens e mulheres são iguais nas áreas mais importantes da vida. Enquanto tal ideia pode não parecer revolucionária para os leitores do século XXI, suas implicações eram revolucionárias durante o século XVIII. Por exemplo, isto implicava que tanto homens como mulheres, não apenas elas, devem ser modestos e respeitar a santidade do casamento. O argumento de Wollstonecraft expôs o duplo padrão sexual do final do século XVIII e exigia que os homens aderissem às mesmas virtudes exigidas das mulheres.
No entanto, os argumentos de Wollstonecraft pela igualdade contrastam com as suas declarações a respeito da superioridade da força e bravura masculinas. A seguir, uma famosa frase que expõe está ambiguidade de Wollstonecraft:

Que não concluam que eu gostaria de inverter a ordem das coisas; eu já concedi, que, a partir da constituição de seus corpos, os homens parecem ser concebidos pela Providência para alcançar um maior grau de virtude. Eu falo sobre ambos os sexos de modo geral, mas eu não vejo sequer a sombra de uma razão para concluir que as suas virtudes devem diferir no que diz respeito à sua natureza. Na verdade, como poderiam, se a virtude tem apenas um padrão eterno? Devo, portanto, raciocinar consequentemente, e tenazmente afirmo que elas [as virtudes deles e as delas] têm a mesma e simples direção, assim como existe um só Deus.
Além disso, Wollstonecraft exorta os homens, em vez das mulheres, a iniciarem as mudanças sociais e políticas que ela descreve nos Direitos da Mulher. Porque as mulheres são iletradas, elas não podem alterar a sua própria situação, e por isto os homens devem vir em seu auxílio. Wollstonecraft escreve no final do seu capítulo, "Dos efeitos perniciosos que surgem a partir das distinções artificiais estabelecidas na sociedade":

Eu, então, de bom grado convenceria os homens razoáveis sobre a importância de algumas das minhas observações; e que prevaleça sobre eles o pesar imparcial sobre o teor das minhas observações. — Faço um apelo ao seu entendimento, e, como uma criatura sua companheira, reivindico, em nome do meu sexo, algum interesse de seus corações. Rogo-lhes para ajudar a emancipar sua companheira, para fazer-lhe uma auxiliadora idônea para eles! Se os homens generosamente quebrassem nossas cadeias e ficassem felizes com um companheirismo racional em vez de uma obediência servil, eles iriam encontrar em nós filhas mais devotadas, irmãs mais afetuosas, esposas mais fiéis, mães mais razoáveis — em uma palavra, melhores cidadãs.
O último romance de Wollstonecraft, Maria: or, The Wrongs of Woman, a sequência ficcional para os Direitos das Mulher, é geralmente considerado sua obra feminista mais radical.

### Sensibilidade
Uma das críticas mais contundentes de Wollstonecraft nos Direitos da Mulher, é contra a sensibilidade falsa e excessiva, particularmente nas mulheres. Ela argumenta que as mulheres que sucumbem à sensibilidade são "levadas por cada rajada momentânea de sentimento"; porque estas mulheres estão "presas aos seus sentidos", elas não podem pensar racionalmente. Na verdade, não só elas fazem mal a si mesmas, mas também fazem mal a toda a civilização: em vez de serem as mulheres que podem aperfeiçoar a civilização, são as mulheres que iram destruí-la. Mas a razão e sentimento não são independentes para Wollstonecraft; em vez disto, ela acredita que eles devem funcionar ajudando-se mutuamente. Para Wollstonecraft, como para o importante filósofo do século XVIII, David Hume, as paixões sustentam toda a razão. Este foi um tema a que ela voltaria toda a sua carreira, mas particularmente em seus romances, Mary: A Fiction (1788) e Mary: or, The Wrongs of Woman.
Como parte do seu argumento de que as mulheres não devem ser excessivamente influenciadas por seus sentimentos, Wollstonecraft enfatiza que elas não devem ser condicionadas por eles, ou feitas escravas de seus corpos ou seus desejos sexuais. Este argumento particularmente levou muitas feministas modernas a sugerir que Wollstonecraft evita intencionalmente a conceder às mulheres qualquer desejo sexual. Cora Kaplan argumenta que a "agressão negativa e prescritiva sobre a sexualidade feminina" é um "leitmotiv" em Direitos da Mulher. Por exemplo, Wollstonecraft aconselha suas leitoras a "deixar calmamente a paixão transformar-se em amizade" no companheirismo ideal do casamento (isto é, no ideal de uma união baseada no amor que se desenvolvia na época). Seria melhor, escreve ela, quando "dois jovens virtuosos se casam... que algumas circunstâncias refreiem sua paixão". De acordo com Wollstonecraft, "amor e amizade não podem existir no mesmo seio". Como Mary Poovey explica, "Wollstonecraft revela seu medo de que o desejo feminino possa ser um estímulo para as atitudes lascivas e degradantes dos homens, e que a posição das mulheres como subordinadas pode ser merecida. Até as mulheres superarem seus desejos carnais e formas carnais, elas serão reféns do corpo". Se as mulheres não estão interessadas na sexualidade, elas não podem ser dominadas por homens. Wollstonecraft se preocupa que as mulheres sejam consumidas por "vacilações românticas", ou seja, só estejam interessadas em satisfazer seus desejos. Por os Direitos da Mulher eliminar a sexualidade da vida de uma mulher, Kaplan afirma que "expressa um antagonismo violento ao sexual", enquanto ao mesmo tempo "exagera a importância da sensualidade na vida cotidiana das mulheres". Wollstonecraft estava tão determinada a remover a sexualidade da sua imagem de mulher ideal que ela acabou colocando-a em primeiro plano ao insistir em sua ausência. Mas, como Kaplan e outros comentaram, Wollstonecraft pode ter sido forçada a fazer este sacrifício: "é importante lembrar que a noção da mulher como politicamente capaz e independente [foi] fatalmente ligada [durante o século XVIII] ao desenfreado e cruel exercício da sua sexualidade".

### Republicanismo

A Liberdade Guiando o Povo (1830), de Eugène Delacroix.

Claudia Johnson, uma proeminente estudiosa de Wollstonecraft, chamou Direitos da Mulher de "um manifesto republicano". Johnson afirma que Wollstonecraft remete à tradição da Commonwealth do século XVII e tenta restabelecer um ethos republicano. Na versão de Wollstonecraft, haveria papéis masculinos e femininos fortes, mas separados, para os cidadãos. De acordo com Johnson, Wollstonecraft, "denuncia o colapso da própria distinção sexual como a característica principal da sua época, e como consequência grave do próprio sentimentalismo. O problema que prejudica a sociedade, em sua visão, são os homens afeminados". Se os homens se sentem livres para adotar tanto a posição masculina como a posição feminina sentimental, ela argumenta, as mulheres não têm lugar na sociedade. Portanto, Johnson vê Wollstonecraft como crítica, em ambos os Direitos dos Homens e os Direitos da Mulher, da "masculinização da sensibilidade" em obras como as reflexões de Edmund Burke sobre a Revolução Francesa.
Nos Direitos da Mulher, Wollstonecraft adere a uma versão do republicanismo que inclui a crença na eventual derrubada de todos os títulos, incluindo a monarquia. Ela também sugere brevemente que todos os homens e mulheres devem estar representados no governo. Mas a maior parte da sua "crítica política", como explica Chris Jones, um estudioso de Wollstonecraft, "é expressa predominantemente em termos de moralidade". Sua definição da virtude centra-se na felicidade do indivíduo, em vez de, por exemplo, o bem estar de toda a sociedade. Isto é refletido em sua explicação dos direitos naturais. Porque os direitos em última instância procedem de Deus, Wollstonecraft sustenta que existem deveres vinculados a esses direitos, e que são impostos a toda e cada pessoa. Para Wollstonecraft, o indivíduo aprende o republicanismo e a benevolência no seio da família; relações domésticas e laços familiares são cruciais para a sua compreensão da coesão social e do patriotismo.

### Classes
Em muitos aspectos, os Direitos da Mulher é influenciado por uma visão burguesa de mundo, como é o seu antecessor Direitos dos Homens. Wollstonecraft dirige o seu texto para a classe média, que ela chama de "estado mais natural". Ela também elogia frequentemente a modéstia e a operosidade, virtudes que, na época, foram associadas com a classe média. Da sua posição de uma escritora da classe média, argumentando para um ethos de classe média, Wollstonecraft também ataca os ricos, criticando-os com os mesmos argumentos que emprega contra as mulheres. Wollstonecraft ressalta o "falso-refinamento, imoralidade e vaidade" dos ricos, chamando-os de "fracos, seres artificiais, criados acima dos desejos e afetos comuns da sua raça, de forma prematura e não natural que mina o próprio fundamento da virtude, e espalha a corrupção através de toda a massa da sociedade".
Mas as críticas de Wollstonecraft aos ricos não reflete necessariamente uma simpatia para com os pobres. Para ela, os pobres são afortunados porque nunca vão ser presos pelas armadilhas da riqueza: "Feliz é quando as pessoas têm que cuidar da vida e lutar por ela, porque essas lutas os livram de se tornarem presas de vícios enfraquecedores que surgem apenas por causa da ociosidade!". Além disso, ela afirma que a caridade tem apenas consequências negativas, porque, como Jones coloca, ela "a vê como sustentando uma sociedade desigual, enquanto dá uma aparência de virtude para os ricos".
Em seu plano nacional de educação, ela mantém a distinção de classes (com exceção para os inteligentes), sugerindo que: "Após a idade de nove anos, meninas e meninos destinados a trabalhos domésticos ou ofícios mecânicos devem ser levados para outras escolas e receber educação na medida apropriada para o destino de cada indivíduo... Os jovens de habilidades superiores, ou ricos, podem então aprender em outra escola as línguas vivas e mortas, os elementos da ciência, e continuar o estudo da história e da política, numa escala mais ampla, o que não excluiria a literatura erudita".

## Retórica e estilo

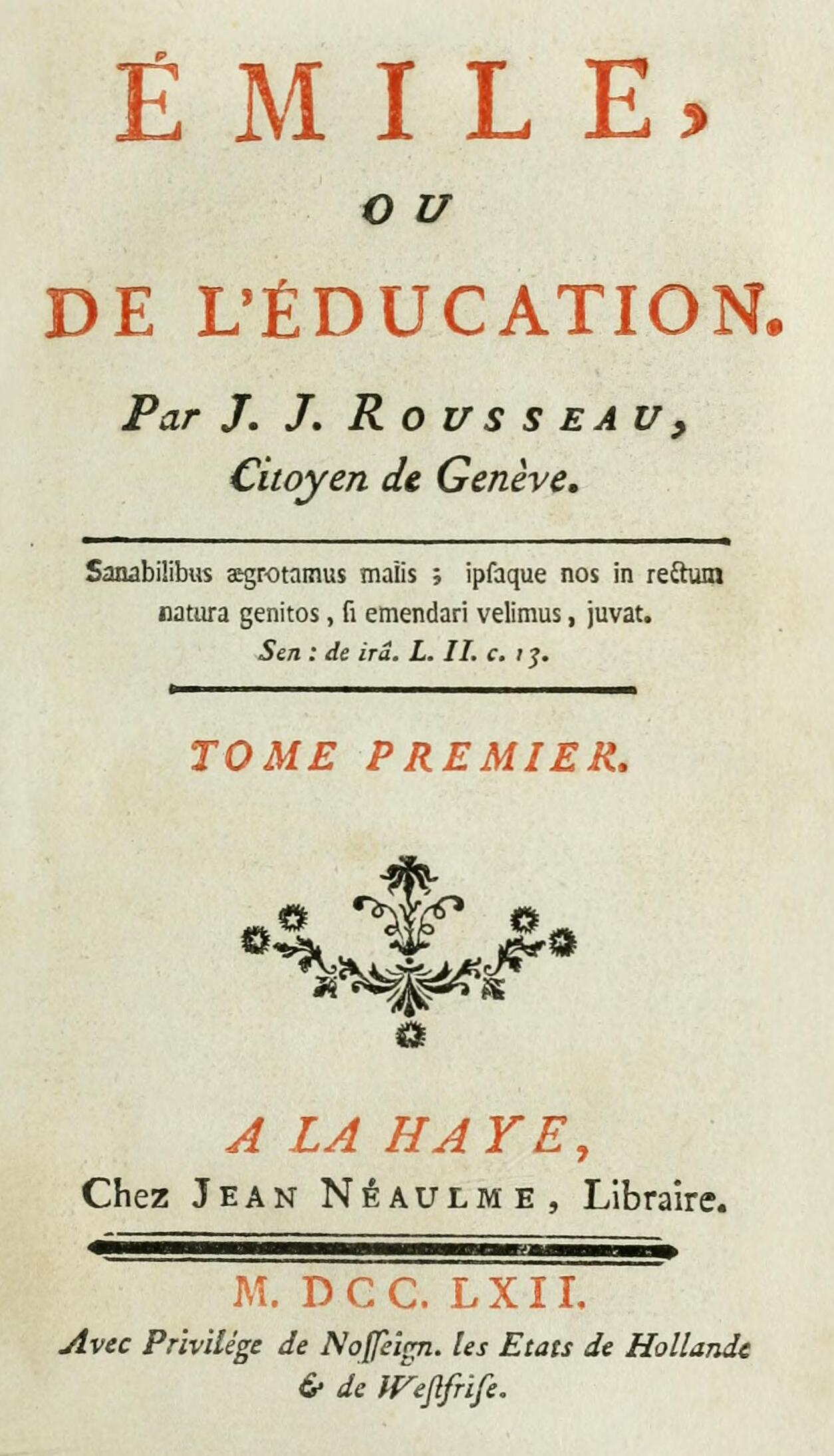
Página de Emílio, ou Da educação (1762), de Rousseau.

Na tentativa de navegar pelas expectativas culturais das escritoras e pelas convenções genéricas do discurso político e filosófico, Wollstonecraft, como ela fez ao longo da sua carreira, constrói uma mistura única de estilos masculinos e femininos nos Direitos da Mulher. Ela utiliza a linguagem filosófica, referindo-se ao seu trabalho como um "tratado" com "argumentos" e "princípios". No entanto, Wollstonecraft também usa um tom pessoal, empregando "eu" e "você", traços e pontos de exclamação, bem como referências autobiográficas, para criar uma voz distintamente feminina no texto. Os Direitos da Mulher hibridiza o seu gênero, entrelaçando elementos da literatura de conduta, ensaio e o romance, gêneros muitas vezes associados às mulheres, enquanto ao mesmo tempo afirma que estes gêneros podem ser utilizados para discutir temas filosóficos, tais como os direitos.
Embora Wollstonecraft argumente contra a sensibilidade excessiva, a retórica dos Direitos da Mulher é, por vezes, apaixonada e tenta provocar o leitor. Muitos dos comentários mais emocionais no livro são dirigidos a Rousseau. Por exemplo, depois de extrair uma longa passagem de Emílio (1762), Wollstonecraft afirma sucintamente: "Eu não faria nenhum outro comentário sobre está passagem engenhosa, além de observar que é a filosofia da lascívia". Uma página mais tarde, depois de atacar o plano de Rousseau para a educação feminina, ela escreve: "Devo relaxar fazendo um outro desenho." Estas exclamações concisas são destinadas a chamar o leitor para o seu lado do argumento (presume-se que o leitor concordará com elas). Enquanto Wollstonecraft afirma escrever em um estilo simples para que as suas ideias atinjam o público mais amplo possível, ela na verdade combina a linguagem simples e racional do tratado político com a linguagem poética e apaixonada da sensibilidade para demonstrar que pode-se combinar a racionalidade e a sensibilidade no mesmo indivíduo. Wollstonecraft defende suas posições não só com argumento racional, mas também com a retórica ardente.
Em seus esforços para descrever vividamente a condição da mulher na sociedade, Wollstonecraft emprega várias analogias diferentes. Ela muitas vezes compara as mulheres a escravos, argumentando que sua ignorância e impotência as colocam nesta posição. Mas, ao mesmo tempo, ela também as compara aos "tiranos caprichosos" que usam astúcia e engano para manipular os homens à sua volta. Em um ponto, Wollstonecraft pensa que uma mulher pode se tornar ou uma escrava ou uma tirana, o que ela descreve como dois lados da mesma moeda. Wollstonecraft também compara as mulheres a soldados; como os militares, elas são avaliadas apenas por sua aparência. E como os ricos, as mulheres "suaves" têm "a humanidade degenerada".

## Revisão
Wollstonecraft foi forçada a escrever os Direitos da Mulher às pressas para responder a Talleyrand e aos eventos em curso. Concluído o trabalho, ela escreveu para seu amigo William Roscoe: "Estou insatisfeita comigo mesmo por não ter feito justiça ao assunto — Não suspeite de falsa modéstia - Eu quero dizer, se eu tivesse me permitido dedicar mais tempo eu poderia ter escrito um livro melhor, em todos os sentidos da palavra... Eu pretendo terminar o próximo volume antes de começar a imprimir, pois não é agradável ter o diabo de uma conclusão vindo antes do argumento." Quando Wollstonecraft revisou os Direitos da Mulher para a segunda edição, ela aproveitou a oportunidade não só para corrigir pequenos erros ortográficos e gramaticais, mas também para reforçar as reivindicações feministas de seu argumento. Ela mudou algumas de suas declarações relativas à diferença feminina e masculina para refletir uma maior igualdade entre os sexos.
Wollstonecraft nunca escreveu a segunda parte dos Direitos da Mulher, embora William Godwin tenha publicado suas "sugestões", que foram "principalmente concebidas para serem incorporadas na segunda parte da Reivindicação pelos Direitos da Mulher", em sua coleção póstuma. No entanto, ela começou a escrever o romance Maria: or, The Wrongs of Woman, que a maioria dos estudiosos consideram uma sequela ficcional para os Direitos da Mulher. Ficou inacabado por causa da sua morte e também incluído nas obras póstumas publicadas por Godwin.

## Recepção e legado

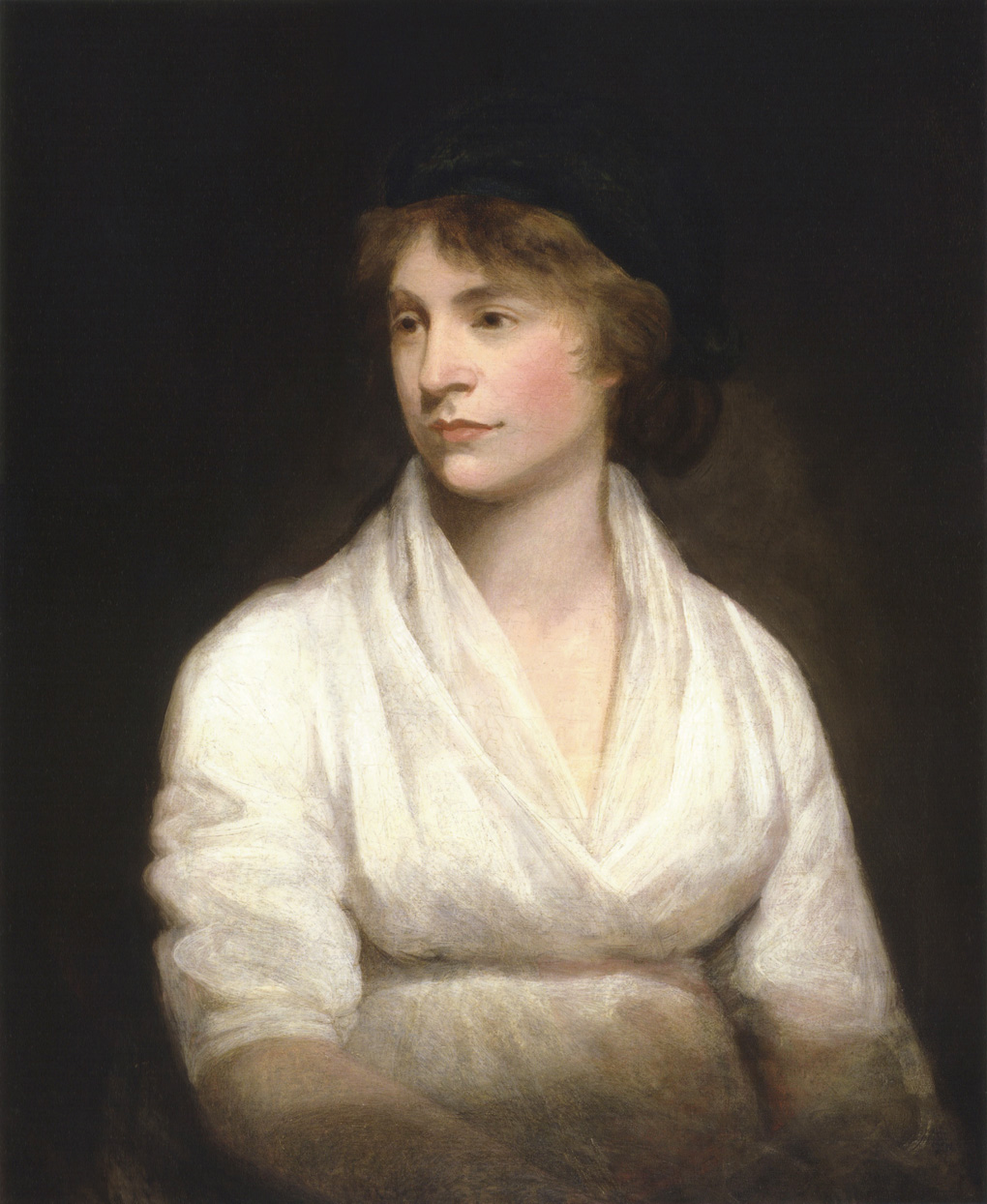
Mary Wollstonecraft de John Opie (1797)

Quando foi publicado pela primeira vez em 1792, os Direitos da Mulher foi avaliado favoravelmente pela Analytical Review, General Magazine, Literary Magazine, New York Magazine, e a Monthly Review, embora atualmente persista a ideia de que os Direitos da Mulher recebeu críticas hostis. O livro quase imediatamente recebeu uma segunda edição em 1792, várias edições americanas apareceram, e foi traduzido para o francês. Taylor escreve que "foi um sucesso imediato". Além disso, outras escritoras como Mary Hays e Mary Robinson especificamente aludiram ao texto de Wollstonecraft em suas próprias obras. Hays citou os Direitos da Mulher em seu romance Memórias de Emma Courtney (1796) e modelou suas personagens femininas na mulher ideal de Wollstonecraft. Embora as conservadoras, como Hannah More atacassem Wollstonecraft pessoalmente, elas realmente compartilhavam muitos dos seus valores. Como a estudiosa Anne Mellor demonstrou, tanto elas e Wollstonecraft queriam uma sociedade baseada nas "virtudes cristãs da benevolência racional, honestidade, virtude pessoal, o cumprimento do dever social, economia, sobriedade, e trabalho duro". Durante o início da década de 1790, muitas escritoras britânicas estavam envolvidas em um intenso debate sobre a posição das mulheres na sociedade. Por exemplo, a respeitada poeta e ensaísta Anna Laetitia Barbauld e Wollstonecraft brigaram uma com a outra; Barbauld publicou vários poemas que respondem à obra de Wollstonecraft e esta comentou sobre eles em notas de rodapé para os Direitos da Mulher. O trabalho também provocou hostilidade. A intelectual Elizabeth Carter não ficou impressionada com o trabalho. Thomas Taylor, tradutor neoplatonista que detinha senhorio sobre a família Wollstonecraft no final dos anos de 1770, rapidamente escreveu uma sátira chamada Uma defesa dos Direitos dos Brutos: se as mulheres têm direitos, por que não os animais também?.
Após Wollstonecraft morrer em 1797, seu marido William Godwin publicou suas Memoirs of the Author of A Vindication of the Rights of Woman (Memórias da autora de Uma Reivindicação pelos Direitos da Mulher) (1798). Ele revelou muito sobre sua vida privada que anteriormente não era conhecida do público: o seu filho ilegítimo, seus amores e suas tentativas de suicídio. Enquanto Godwin acreditava que ele estava retratando sua esposa com amor, sinceridade e compaixão, os leitores da época ficaram chocados pelo estilo de vida pouco ortodoxo de Wollstonecraft, e ela tornou-se uma figura injuriada. Richard Polwhele atacou-a, particularmente em seu longo poema anônimo, The Unsex'd Females (1798), uma reação defensiva contra a auto-afirmação literária das mulheres: Hannah More é Cristo para o Satanás de Wollstonecraft. Seu poema foi "bem conhecido" entre as respostas à Reivindicação. Um revisor comentou que o "poema é genial" com seus "saltos lúdicos de humor sarcástico" contra "nossas senhoras modernas", embora outros o tenham considerado "uma peça tediosa e sem vida."
As ideias de Wollstonecraft tornaram-se associadas com a sua história pessoal e as escritoras sentiram que era perigoso  mencioná-la em seus textos. Hays, que tinha anteriormente sido uma amiga próxima e uma defensora de Weollstonecraft e seus Direitos da Mulher, por exemplo, não o incluiu na coleção de Illustrious and Celebrated Women que publicou em 1803. Maria Edgeworth distancia-se especificamente de Wollstonecraft em seu romance Belinda (1802); ela caricatura Wollstonecraft como uma feminista radical na personagem de Harriet Freke. Mas, como Jane Austen, ela não rejeita as ideias de Wollstonecraft. Ambas Edgeworth e Austen argumentam que as mulheres são cruciais para o desenvolvimento da nação; além disso, elas retratam as mulheres como seres racionais que devem escolher o casamento de companheirismo.
As opiniões negativas em relação Wollstonecraft persistiram por mais de um século. Os Direitos da Mulher não foi reimpresso até meados do século XIX e ainda manteve uma aura de má reputação. George Eliot escreveu que "existe em alguns lugares um vago preconceito contra os Direitos da Mulher como se de alguma forma ou outra fosse um livro repreensível, mas os leitores que vão para ele com esta impressão são surpreendidos ao encontrá-lo eminentemente sério, severamente moral, e além disso bastante pesado". A sufragista Millicent Fawcett escreveu a introdução para edição do centenário de Direitos da Mulher, limpando a memória de Wollstonecraft e reivindicando-a como a antepassada da luta do movimento. Enquanto os Direitos da Mulher pode ter pavimentado o caminho para argumentos feministas, as feministas do século XX tendem a utilizar a história de vida da Wollstonecraft, em vez de seus textos, para a inspiração; seu estilo de vida pouco ortodoxo as convenceu de tentar novas "experiências na vida", como Virginia Woolf afirmou em seu famoso ensaio sobre Wollstonecraft. No entanto, há alguma evidência de que os Direitos da Mulher continua influenciando feministas atuais. Ayaan Hirsi Ali, uma feminista que é crítica dos dogmas do Islã em relação às mulheres, cita os Direitos da Mulher em sua autobiografia Infidel, escrevendo que foi "inspirada por Mary Wollstonecraft, a pensadora feminista pioneira que contou às mulheres que elas tinham a mesma capacidade de raciocinar que os homens e mereciam os mesmos direitos".
Em 1832 a brasileira Nísia Floresta Brasileira Augusta publicou Direito das Mulheres e Injustiça dos Homens, tornando-se a pioneira na abordagem dos direitos das mulheres e igualdade de gênero no Brasil. Por muito tempo a crítica considerou que Direito das Mulheres e Injustiça dos Homens fosse uma adaptação livre de Uma Reivindicação pelos Direitos da Mulher, mas essa ideia foi refutada por Pallares-Burke em 1995 e Oliveira & Martins em 2012, demonstrando que é na verdade uma tradução integral de outro livro, La femme n'est pas inferieure a l'homme, publicado em 1750, de uma autora que só se identifica como Sophia.

### Reimpressões modernas
- Wollstonecraft, Mary. The Complete Works of Mary Wollstonecraft. Ed. Janet Todd and Marilyn Butler. 7 vols. London: William Pickering, 1989. ISBN 0-8147-9225-1.
- Wollstonecraft, Mary. The Vindications: The Rights of Men and The Rights of Woman. Eds. D.L. Macdonald and Kathleen Scherf. Toronto: Broadview Literary Texts, 1997. ISBN 1-55111-088-1
- Wollstonecraft, Mary. A Vindication of the Rights of Woman. Ed. Miriam Brody Kramnick. Rev. ed. Harmondsworth: Penguin, 2004. ISBN 0-14-144125-9.
- Wollstonecraft, Mary. A Vindication of the Rights of Woman. Ed. Deidre Shauna Lynch. 3rd ed. New York: W. W. Norton and Company, 2009. ISBN 0-393-92974-4.
- Wollstonecraft, Mary. A Vindication of the Rights of Men and A Vindication of the Rights of Woman. Ed. Sylvana Tomaselli. Cambridge: Cambridge University Press, 1995. ISBN 0-521-43633-8.

### Resenhas contemporâneas
- Analytical Review 12 (1792): 241–249; 13 (1792): 418–489.
- Christian Miscellany 1 (1792): 209–212.
- Critical Review New Series 4 (1792): 389–398; 5 (1792): 132–141.
- General Magazine and Imperial Review 6.2 (1792): 187–191.
- Literary Magazine and British Review 8 (1792); 133–139.
- Monthly Review New Series 8 (1792): 198–209.
- New Annual Register 13 (1792): 298.
- New-York Magazine 4 (1793): 77–81.
- Scots Magazine 54 (1792): 284–290.
- Sentimental and Masonic Magazine 1 (1792): 63–72.
- Town and Country Magazine 24 (1792): 279.